# モンスターズ・インクシリーズ

モンスターズ・インクは、ウォルト・ディズニー・カンパニーのCGアニメ『モンスターズ・インク』にはじまるシリーズである。

## アニメーション

### 長編映画
- モンスターズ・インク（2001年）
- モンスターズ・ユニバーシティ（2013年）

### 短編
- マイクとサリーの新車でGO!（2002年）[3]
- モンスターズ・パーティ（2014年）[4]

### Disney+オリジナル
- モンスターズ・ワーク（2021年-2024年）

## 時系列
| 公開年 | 作品名                         | 備考                             |
| ------ | ------------------------------ | -------------------------------- |
| 2013年 | モンスターズ・ユニバーシティ   | 『モンスターズ・インク』の10年前 |
| 2014年 | モンスターズ・パーティ         |                                  |
| 2001年 | モンスターズ・インク           |                                  |
| 2002年 | マイクとサリーの新車でGO!      |                                  |
| 2021年 | モンスターズ・ワーク シーズン1 | 『モンスターズ・インク』の1日後  |
| 2024年 | モンスターズ・ワーク シーズン2 |                                  |

## テーマパークのアトラクション
- ディズニーランド・リゾート内、ディズニー・カリフォルニア・アドベンチャー、モンスターズ・インク マイクとサリーの救助!。
- ウォルト・ディズニー・ワールド・リゾート内、マジックキングダム、モンスターズ・インク 爆笑フロア。
- 東京ディズニーリゾート内、東京ディズニーランド、モンスターズ・インク“ライド&ゴーシーク!”。